# Zemský okres Schwalm-Eder
Zemský okres Schwalm-Eder (německy Schwalm-Eder-Kreis) je okresem na severu německé spolkové země Hesenska. Okres má rozlohu 1 538,6 km², a roku 2007 v něm žilo 187 058 obyvatel. Protékají jím řeky Schwalm, Eder a Fulda. Zemský okres Schwalm-Eder vznikl 1. ledna 1974, spojením zemských okresů Fritzlar-Homberg, Melsungen a Ziegenhain.

## Města a obce
| Města: 1. Borken 2. Felsberg 3. Fritzlar 4. Gudensberg 5. Homberg 6. Melsungen 7. Neukirchen 8. Niedenstein 9. Schwalmstadt 10. Schwarzenborn 11. Spangenberg | Obce: 1. Bad Zwesten 2. Edermünde 3. Frielendorf 4. Gilserberg 5. Guxhagen 6. Jesberg 7. Knüllwald 8. Körle 9. Malsfeld 10. Morschen 11. Neuental 12. Oberaula 13. Ottrau 14. Schrecksbach 15. Wabern 16. Willingshausen |